# Мазуленко, Фёдор Михайлович
Фёдор Михайлович Мазуленко (14 февраля 1882, Кременчуг — 17 января 1938) — советский украинский архитектор. Среди работ — Дворец культуры имени Ивана Федоровича Котлова в Кременчуге, ныне памятник архитектуры. Член общества современных архитекторов Украины. Необоснованно репрессирован советской властью и реабилитирован ею же.

## Биография
Фёдор Михайлович Мазуленко родился 14 февраля 1882 года в городе Кременчуге в крестьянской семье у Михаила Дорофеевича Мазуленко и Анны Ивановны. В 1901 году окончил Кременчугское железнодорожное училище, ученик А. Дмитриева. Жил в Харькове по адресу переулок Никитинский, 3. Работал техником-архитектором в «Союзтранспроекте». Принцип совмещения и адаптации советских архитектурных стилевых направлений и региональных он воплотил в проекте «Клуба железнодорожников».
22 октября 1937 года был арестован и осужден тройкой НКВД 25 декабря того же года по статье 54-10 часть первая («контрреволюционная агитация»). 17 января 1938 года был расстрелян. 5 апреля 1957 года был посмертно реабилитирован.

## Избранные проекты
- Проекты двухквартирных домов;
- Проекты четырёхквартирных домов;
- Школа в Кременчуге[7];
- Мастерская «Красный Октябрь» (1925);
- Дворец культуры имени Котлова (1925—1927);
- Клуб железнодорожников в Полтаве (1939).